# Helmut Keppler

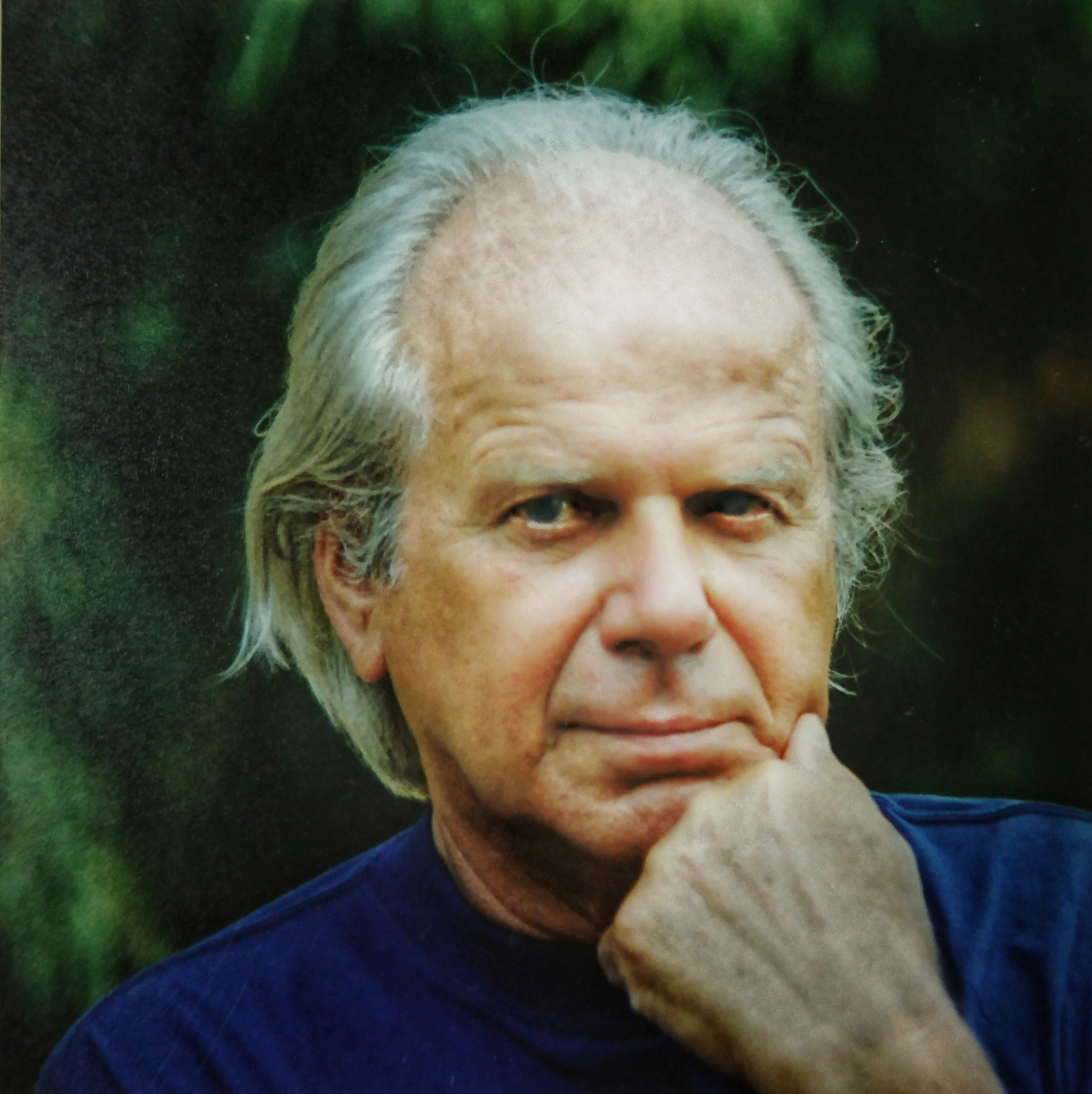
Helmut Keppler, 1993

Helmut Keppler (* 8. November 1924 in Erlangen; † 9. März 2019 in Gerlingen) war ein deutscher Künstler, Maler und Grafiker, der dem Konstruktivismus zuzuordnen ist.

## Leben
Keppler wuchs als jüngstes von vier Geschwistern in einem katholischen Elternhaus in Stuttgart auf. Sein Vater war freier Architekt und brachte ihn bereits in frühen Jahren mit dem Jugendstil in Berührung. Nach der Schule begann Keppler 1939 seine Ausbildung bei der Reproanstalt Reisacher in Stuttgart und erlernte dort die Grundlagen des graphischen Gewerbes: von der Chemiegrafie über die Reproduktionsfotografie, die Lithografie und Offsettechnik bis hin zu Drucktechnik und Handsatz. 1942 beendete Keppler seine Berufsausbildung und erhielt im selben Jahr den Stellungsbefehl zum Reichsarbeitsdienst, woraufhin er 1943 zum Dienst bei der Wehrmacht abberufen wurde. Bei der Wehrmacht absolvierte er eine Grundausbildung zum Nachrichtenmann. Aus der französischen Kriegsgefangenschaft entlassen, kehrte er 1948 nach Stuttgart zurück und begann ein Studium der Grafik an der Staatlichen Akademie der Bildenden Künste in der Zeichenklasse bei Gerhard Gollwitzer. Schwerpunkt seines Studiums waren Schriftgestaltung, Typografie, Plakat und Signet. Dabei wurde er stark von der „Stuttgarter Schule“ und den Professoren Eugen Funk und Walter Brudi geprägt. Im Frühjahr 1950 wurde Keppler von Anton Stankowski als studentischer Mitarbeiter für sein Atelier in Stuttgart angeworben. Bei Stankowski erlernte Keppler die praxisbezogene Arbeit, die ihn nachhaltig beeinflusste. Die Gestaltungskriterien Stankowkis, die ein Wechselspiel zwischen Design und Kunst waren, waren zeitlebens handlungsleitend für die Arbeiten Kepplers. 1952 beendete er sein Studium an der Kunstakademie Stuttgart, woraufhin er weitere zwei Jahre im Atelier von Anton Stankowski tätig war. 1954 verließ Keppler das Atelier und war seitdem als freier Künstler, Maler und Grafiker tätig.

## Werk
Helmut Keppler setzte sich bereits im Elternhaus intensiv mit Gestaltung auseinander. Sein Vater war Architekt, der in der Zeit der Neuen Sachlichkeit, des Internationalen Stils, sich vehement dem Jugendstil verschrieben hat. Keppler litt unter der rigorosen Beharrlichkeit des Vaters und wandte sich intensiv der Moderne zu, was ihn zum Konstruktivismus brachte. Bereits seine frühen Arbeiten fußen auf den Grundelementen von Punkt, Linie, Fläche, Kreis, Quadrat und Dreieck. Der Konstruktivismus Kepplers ist dabei von der Natur inspiriert und ist stets auf der Suche nach Gesetzmäßigkeiten. Dabei ist der rote Faden die bewusste, zielgerichtete Gestaltung, welche sich durch das gesamte Werk zieht. Es geht ihm um Struktur, Bewegung und Reihung geometrischer Elemente. Für Keppler ist die Struktur der Aufbau, das Gefüge, die Gliederung eines Ganzen, dessen Teile in räumlicher, formaler oder gedanklicher Beziehung zueinander stehen. Bewegung bedeutet dabei die statische Ordnung verändern, Aktivität auslösen und Spannung erzeugen.

### Werke (Auswahl)

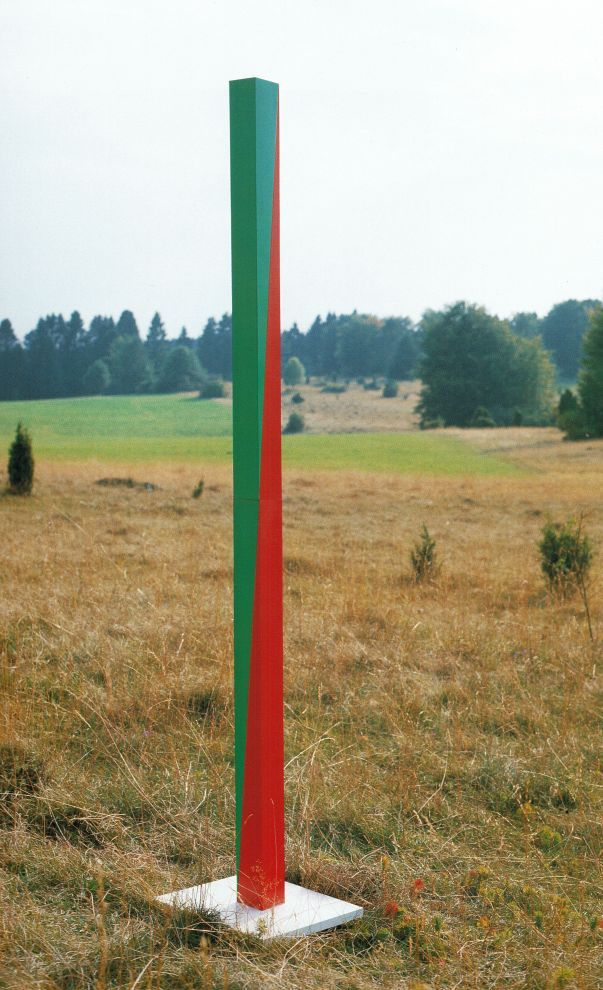
4 Strahlenkeile
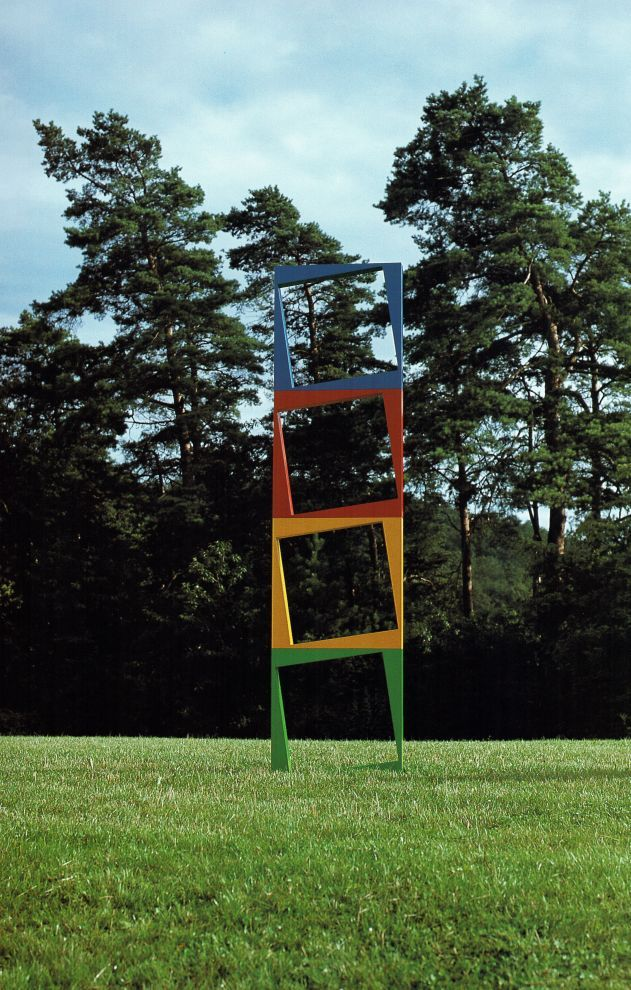
16 Strahlenkeile

## Grafische Tätigkeiten (Auswahl)
- Camerawerk Zeiss Ikon, Stuttgart
- Standard Elektrik Lorenz AG, Stuttgart
- Bauknecht GmbH, Stuttgart
- Dual GmbH Unterhaltungs-Elektronik, St. Georgen
- TRUMPF Maschinenfabrik, Ditzingen
- Dr. Karl Thomae GmbH,  Biberach a.d.R.
- Develop GmbH, Gerlingen

## Industriedesign (Auswahl)
- Formgebung im Bereich Kopierer, Develop GmbH, Gerlingen
- Formgebung im Bereich Zeitschaltuhren, Grässlin Feinwerktechnik, St. Georgen

## Ausstellungen (Auswahl)
- 1965: Landesgewerbeamt Baden-Württemberg, Gruppe 56 Impuls-Gestalt
- 1966: Universität Tübingen, Konstruktive Bilder
- 1967: Galerie Michel, Bochum, Konstruktive Bilder
- 1969: Karlsbad (CSSR), Klub der Konkretisten. Konstruktive Bilder und Objekte.
- 1977: Evangelische Kirchengemeinde Gerlingen/Waldsiedlung, Konstruktive Bilder
- 1977: Rathaus Gerlingen, Konstruktive Bilder und Reliefs
- 1982: Maschinenfabrik TRUMPF, Konstruktive Bilder
- 1983: Landespavillon Baden-Württemberg, Verband Bildender Künstler, Plastik bis in ihre Grenzbereiche
- 1985: Rathaus Gerlingen, Konstruktive Bilder und Plastiken. Stankowski, Geipel, Keppler
- 1987: Oberes Galiläa (Israel), Kunst aus dem Landkreis Ludwigsburg
- 1987: Tata (Ungarn), Konstruktive Bilder und Reliefs
- 1989: Łódź (Polen), Przyjaciele Kwadratu z kregu, Antona Stankowskiego

## Auszeichnungen (Auswahl)
- 1952: Eines der 16 besten deutschen Plakate 1951 für Landesgewerbeamt Baden-Württemberg
- 1965: FEA Mailand, 3. europäischer Verpackungs-Wettbewerb für Spray-Chemie.
- 1969: Grafik-Design Deutschland. Der werbende Umschlag. Für Kast + Ehinger.
- 1979: Kalenderschau, Landesgewerbeamt Baden-Württemberg. Ästhetik in der technischen Form. Für Maschinenfabrik TRUMPF
- 1980: Kalenderschau, Landesgewerbeamt Baden-Württemberg. Strahlen – Strukturform der Bewegung. Für Maschinenfabrik TRUMPF
- 1981: Golden Sequee-Rakel USA. Wettbewerb für künstlerische Siebdrucke. Für Maschinenfabrik TRUMPF
- 1981: Kalenderschau, Landesgewerbeamt Baden-Württemberg. Jubiläumsjahr Grässlin. Für Dieter Grässlin Feinwerktechnik
- 1982: Haus Industrieform Essen. Formgebung Kopierer Develop 10. Für Develop Bürosysteme GmbH
- 1982: Hannover Messe. Die gute Industrieform. Formgebung Kopierer Develop 10. Für Develop Bürosysteme GmbH
- 1982: 15. Premio SMAU Industrial Design, Mailand. Formgebung Kopierer Develop 10. Für Develop Bürosysteme GmbH
- 1983: Design Center Stuttgart. Deutsche Auswahl 1983. Formgebung Kopierer Develop 10. Für Develop Bürosysteme GmbH
- 1983: Hannover Messe. Die gute Industrieform. Formgebung Kopierer Develop 20. Für Develop Bürosysteme GmbH
- 1985: Hannover Messe. Die gute Industrieform. Formgebung Kopierer Develop 13. Für Develop Bürosysteme GmbH
- 1986: Design Center Stuttgart. Deutsche Auswahl. Formgebung Kopierer Develop 12. Für Develop Bürosysteme GmbH
- 1988: Hannover Messe. Die gute Industrieform. Corporate Design Award' 88. Für Develop Bürosysteme GmbH
- 1988: Haus Industrieform Essen. Formgebung Kopierer Develop 100. Für Develop Bürosysteme GmbH
- 1989: Hannover Messe. Die gute Industrieform. Formgebung Kopierer Develop 100. Für Develop Bürosysteme GmbH
- 1992: The Society of Typographic Designers, London. Image-Broschüre für Papierfabrik Scheufelen
- 1993: Kalenderschau, Landesgewerbeamt Baden-Württemberg. Weishaupt-Forum, Schwendi. Für Max Weishaupt GmbH